# العلاقات البليزية النيكاراغوية
العلاقات البليزية النيكاراغوية هي العلاقات الثنائية التي تجمع بين بليز ونيكاراغوا.

## مقارنة بين البلدين
هذه مقارنة عامة ومرجعية للدولتين:
| وجه المقارنة                                              | بليز         | نيكاراغوا        |
| --------------------------------------------------------- | ------------ | ---------------- |
| المساحة (كم2)                                             | 22.97 ألف    | 130.38 ألف       |
| عدد السكان (نسمة)                                         | 374.68 ألف   | 6.22 مليون       |
| الكثافة السكانية (ن./كم²)                                 | 16.31        | 47.71            |
| العاصمة                                                   | بلموبان      | ماناغوا          |
| اللغة الرسمية                                             | لغة إنجليزية | اللغة الإسبانية  |
| العملة                                                    | دولار بليزي  | كوردبا نيكاراغوا |
| الناتج المحلي الإجمالي (بليون دولار)                      | 1.84 مليار   | 13.81 مليار      |
| الناتج المحلي الإجمالي (تعادل القوة الشرائية) بليون دولار | 3.05 مليار   | 31.63 مليار      |
| الناتج المحلي الإجمالي الاسمي للفرد دولار أمريكي          | 4.88 ألف     | 2.09 ألف         |
| الناتج المحلي الإجمالي للفرد دولار أمريكي                 | 8.42 ألف     | 4.92 ألف         |
| مؤشر التنمية البشرية                                      | 0.715        | 0.631            |
| رمز المكالمات الدولي                                      | +501         | +505             |
| رمز الإنترنت                                              | .bz          | .ni              |
| المنطقة الزمنية                                           | 00           | 00               |

## منظمات دولية مشتركة
يشترك البلدان في عضوية مجموعة من المنظمات الدولية، منها:
| علم المنظمة | اسم المنظمة                                                          | تاريخ انضمام بليز | تاريخ انضمام نيكاراغوا |
| ----------- | -------------------------------------------------------------------- | ----------------- | ---------------------- |
|             | مؤسسة التنمية الدولية                                                | 19 مارس 1982      | 30 ديسمبر 1960         |
|             | يونسكو                                                               | 10 مايو 1982      | 22 فبراير 1952         |
|             | وكالة ضمان الاستثمار متعدد الأطراف                                   | 29 يونيو 1992     | 12 يونيو 1992          |
|             | الأمم المتحدة                                                        | 25 سبتمبر 1981    | 24 أكتوبر 1945         |
|             | وكالة حظر الأسلحة النووية في أمريكا اللاتينية ومنطقة البحر الكاريبي ‏ | ?                 | ?                      |
|             | الاتحاد البريدي العالمي                                              | ?                 | ?                      |
|             | البنك الدولي للإنشاء والتعمير                                        | 19 مارس 1982      | 14 مارس 1946           |
|             | الاتحاد الدولي للاتصالات                                             | 16 ديسمبر 1981    | 12 مايو 1926           |
|             | منظمة حظر الأسلحة الكيميائية                                         | ?                 | ?                      |
|             | مؤسسة التمويل الدولية                                                | 19 مارس 1982      | 20 يوليو 1956          |
|             | منظمة التجارة العالمية                                               | ?                 | ?                      |
|             | منظمة الشرطة الجنائية الدولية                                        | ?                 | ?                      |

## وصلات خارجية
- موقع وزارة الخارجية البليزية
- موقع وزارة الخارجية النيكاراغوية